# Christian hip hop
Il Christian hip hop (originariamente gospel hip hop, conosciuto anche come holy hip hop, christian rap o gospel rap) è una forma di musica hip hop che usa liriche su temi cristiani per esprimere la fede dell'autore del testo.
Solo durante gli anni novanta è diventato descrittivo di questo tipo di musica. Diversi artisti hip hop del mainstream (come Kanye West, DMX e Will Smith) hanno tributato liriche alla Fede cristiana, ma normalmente non vengono considerati rapper del genere Christian hip hop. Sovente i temi di questi brani non riflettono eccessivamente sula dimensione spirituale dell'esistenza cristiana e hanno contenuti considerati blasfemi dalla maggioranza delle Chiese cristiane. 
Il pubblico del genere è di religione cristiana, ma questo genere viene spesso utilizzato nelle missioni per catechizzare le "anime perse". Gli artisti di Christian hip hop fanno spesso uso della propria provenienza urbana o suburbana come dato positivo, unito alla fede, per invitare gli ascoltatori a seguire la loro strada.
Il Christian hip hop è normalmente più sperimentale dell'hip hop commerciale, tobyMac, KJ-52 e John Reuben hanno incluso nu metal e rapcore nei loro lavori, unendo spesso anche rap and canto nella vena dell'R&B e della musica pop.
Generi popolari che si fondono all'hip hop nella sua versione Christian sono pop, R&B, rock, Heavy metal, punk, reggae, funk e jazz. In diversi casi, collaborazioni con artisti pop hanno portato a brani dove il rap viene mescolato a cori pop (Nuisance John Reuben che duetta con Matt Thiessen della band pop punk Relient K o il singolo di KJ-52 Are You Real? featuring Jon Micah Sumrall della rock band Kutless).
KJ-52, Vico c, Lecrae e tobyMac sono tra i più acclamati artisti del genere, che combina hip hop a vari altri generi musicali, anche se tali mix hanno destato diverse critiche nei puristi dell'hip hop. Recentemente il canadese Fresh I.E. è salito alla ribalta con questo genere guadagnandosi ben due nomination ai Grammy Awards. Altri popolari esponenti del Christian hip hop sono:
- GRITS
- The Cross Movement
- Fermín IV
- Vico C
- DMX
- T-Bone
- LA Symphony
- Lecrae
- Northstar
- Flame
- Tedashii
- Trip Lee
- Shoek
- Mars ILL.
- Hostyle Gospel
- NF